# Твиберг, Мария Тереза
Мария Тереза Твиберг (норв. Maria Therese Tviberg; род. 7 апреля 1994, Берген) — норвежская горнолыжница, Чемпионка мира 2023 года в параллельном гигантском слаломе. Бронзовый призёр Олимпийских игр 2022 года.

## Биография и спортивная карьера
Твиберг впервые приняла участие в гонке FIS в ноябре 2009 года и вскоре после этого дебютировала на этапе Кубка Европы в норвежском Квитфьелле. Год спустя она выиграла свою первую гонку FIS в слаломе, а в январе 2011 года стала чемпионкой Норвегии среди юниоров в скоростном спуске и супергиганте. Той же зимой она впервые приняла участие в чемпионате мира среди юниоров в Кран-Монтане. Начиная с сезона 2012/2013 годов, Твиберг регулярно участвовал в розыгрыше Кубка европейских чемпионов. На чемпионате мира среди юниоров 2013 года она выиграла серебряную медаль в комбинации, уступив только Рагнхильд Мовинкель. По итогам сезона она стала чемпионкой Норвегии в скоростном спуске.
В начале следующей зимы, 18 декабря 2013 года, она поднялась на свой первый подиум на этапе Кубка Европы, заняв второе место на трассе скоростного спуска в Санкт-Морица. Чуть менее чем через месяц, 16 января 2014 года, она выиграла свою первую гонку скоростного спуска в Иннеркремсе. По итогам сезона в Кубке Европы она заняла первое место в турнирной таблице суперкомбинации и второе в турнирной таблице скоростного спуска. 24 января 2015 года Твиберг дебютировала на этапе Кубка мира в скоростном спуске в Санкт-Морице и сразу же набрала свои первые очки, заняв 16-е место. Она завоевала серебряную медаль в скоростном спуске на чемпионате мира среди юниоров 2015 года в Хафьелле. В завершение сезона выиграла золотую медаль в гигантском слаломе на чемпионате Норвегии в Хемседале, серебро в скоростном спуске и супергиганте, и бронзу в горнолыжной комбинации.
После того, как она не смогла из-за травмы принять участие в соревнованиях в сезоне 2015-16 годов, Твиберг вернулась к регулярным выступлениям на этапах Кубка мира, начиная с декабря 2016 года. Её лучшим результатом на Кубке мира зимой 2016/17 было 10-е место в комбинации в Кран-Монтане. На первой тренировке по скоростному спуску в Лейк-Луизе 29 марта она получила травму колена и почти полностью отказалась от скоростных гонок, сосредоточившись на технических дисциплинах - гигантском слаломе и слаломе.
В сезоне Кубка мира 2019/20 годов Твиберг впервые вошла в десятку лучших как в гигантском слаломе, так и в слаломе. В сезоне Кубка мира 2021/22 годов она в пяти гонках попадала в топ-10. Вместе с командой Норвегии Твиберг завоевал бронзовую медаль в командных соревнованиях на зимних Олимпийских играх 2022 года в Пекине. В феврале 2023 года на чемпионате мира в Мерибеле завоевала серебряную медаль в командных соревнованиях и стала чемпионкой мира в параллельной дисциплине.
Завершила карьеру после сезона 2023/24.

## Выступления на крупнейших соревнованиях

### Чемпионаты мира
| Чемпионат мира | Скоростной спуск | Супергигант | Гигантский слалом | Слалом | Комбинация | Команды | Паралл. гигантский слалом |
| -------------- | ---------------- | ----------- | ----------------- | ------ | ---------- | ------- | ------------------------- |
| 2023 Мерибель  | —                | —           | 19                | DNS 2  | —          | 2       | 1                         |